# Cynoscion squamipinnis
Cynoscion squamipinnis es una especie de pez de la familia Sciaenidae en el orden de los Perciformes.

## Morfología
• Los machos pueden llegar alcanzar los 64 cm de longitud total.

## Alimentación
Come peces, gambas y otros crustáceos.

## Hábitat
Es un pez de clima tropical y bentopelágico.

## Distribución geográfica
Se encuentra en el Pacífico oriental: desde el Golfo de California hasta el Perú.

## Observaciones
Es inofensivo para los humanos.